# 北九州エコタウン
北九州エコタウン（きたきゅうしゅうエコタウン）は、福岡県北九州市が国の承認を受け、進めている事業。エコタウン事業に基づき北九州市若松区響灘地区にリサイクル業を中心とした企業団地（総合環境コンビナート・響リサイクル団地）および企業や大学による実証研究エリアからなる。

## 概要
エコタウン事業とは、地域の産業蓄積などを活かし、環境産業の振興を通じた地域振興および地域の独自性を踏まえ、3Rへの取組や、さまざまな廃棄物を他の産業分野の原料として活用し、最終的に廃棄物をゼロにするゼロ・エミッションを目指し循環型社会の構築を図る環境調和型の街づくりを行う地方自治体の「エコタウンプラン」を国が承認し支援する制度で、北九州エコタウンは1997年（平成9年）7月10日、通商産業省（当時、現在は経済産業省と環境省による共同承認）より川崎市、長野県飯田市、岐阜県とともに第1号の承認を受けた。「環境首都」を標榜する北九州市の代表的な施設の一つで、日本全国から見学・視察者が訪れる。

## 主な進出企業・団体・チーム
総合環境コンビナート・響リサイクル団地には以下の企業・団体等が進出・操業している。ほかにリサイクル関連以外の多くの企業も工場などを構えていて、これらが混在する形になっている。
- 西日本ペットボトルリサイクル（新日本製鐵、三井物産、日鐵運輸、日本通運、山九、北九州市の共同出資により設立）
- 西日本家電リサイクル（東芝、パナソニック、テルム、日立製作所、ソニー、三菱電機、シャープ、三洋電機、富士通ゼネラルの共同出資により設立）
- 西日本オートリサイクル（吉川工業、新日本製鐵、日鐵運輸、九州メタル産業の共同出資により設立）
- 日本磁力選鉱
- ユーコーリプロ（パチンコ台リサイクル）
- アミタ北九州循環資源製造所
- 九州・山口油脂事業協同組合
- 北九州ELV協同組合（自動車解体業者数社による協同組合）
- NHK北九州放送局響ラジオ放送所（AM2波）
- RKB毎日放送北九州ラジオ送信所（AM1197kHz）
- 九州朝日放送北九州ラジオ送信所（AM720kHz）

AMラジオ局のうち民放2社は敷地内に太陽光発電所を設置する構想を進め、このうち先行した九州朝日放送が実際に稼働している。3社局とも以前置局していた小倉日明地区の都市化が進み、施設も老朽化した影響で平成に入り相次いで移転したもの。

## 実証研究エリア

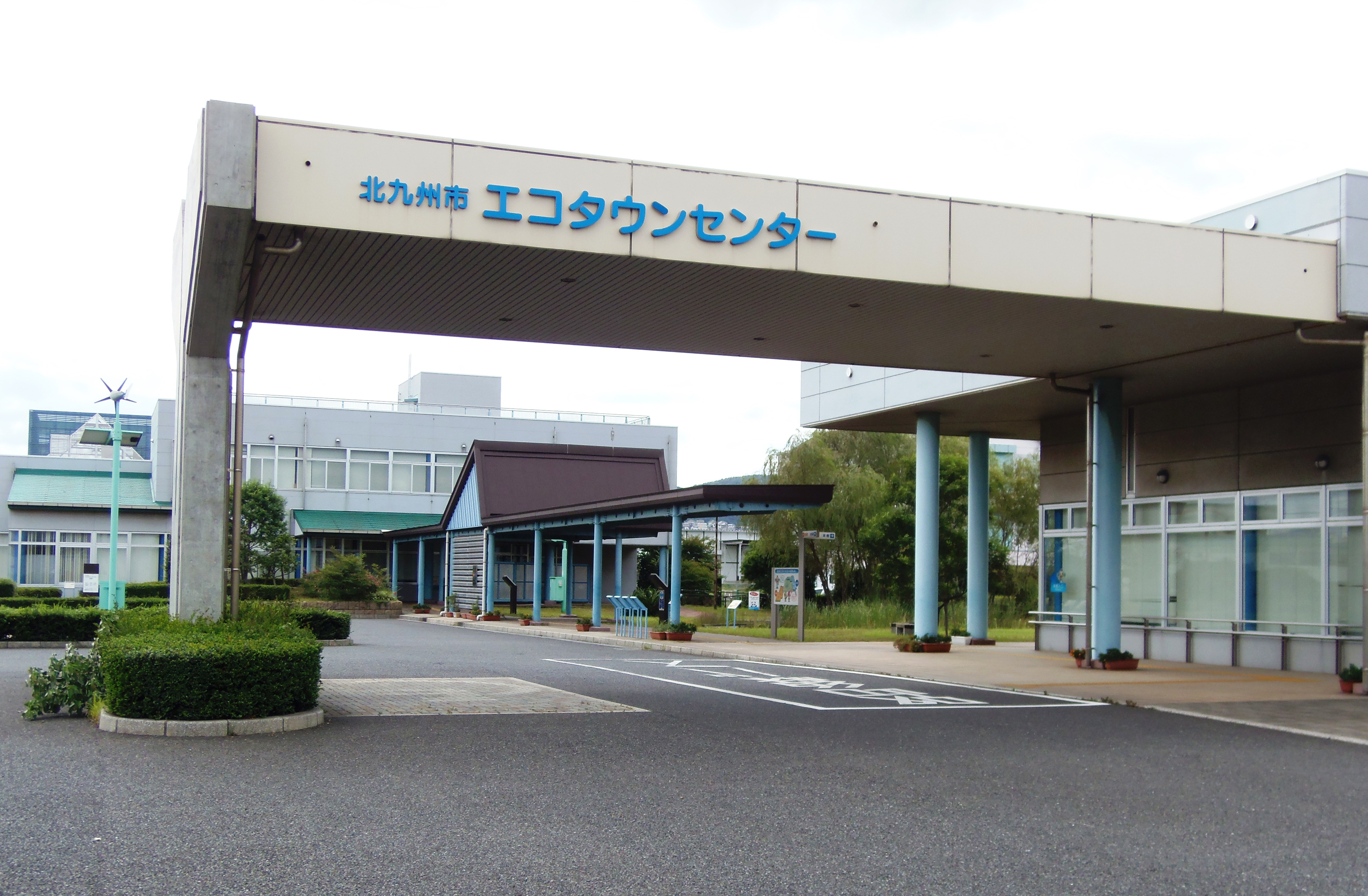
エコタウンセンター

実証研究エリアでは、大学や企業などが、廃棄物処理技術、資源リサイクル、新エネルギーなどさまざまな環境関連技術の研究のための実証実験を行っている。
主な施設
- 福岡大学資源循環・環境制御システム研究所
- 新日鉄エンジニアリング北九州環境技術センター
- 九州工業大学エコタウン実証研究センター
- 環境テクノスひびき研究所

## エコタウンセンター
北九州エコタウンの紹介および見学の窓口として北九州市エコタウンセンターが設置されている。なお、エコタウンセンター内には「北九州次世代エネルギーパーク」（資源エネルギー庁認定施設）が併設されている。
- 所在地：福岡県北九州市若松区向洋町10-20（実証研究エリア内）

## 関連書籍
- 高杉晋吾『SUPER ECO-INNOVATION「北九州エコタウン」を見に行く 循環型産業都市モデル』1999年、ダイヤモンド社
- 末吉興一『北九州エコタウン ゼロエミッションへの挑戦 −環境保全と産業振興−』2002年、海象社
- 関満博編『「エコタウン」が地域ブランドになる時代』2009年、新評論